# نیا تورنتس
نیا تورنتس (به انگلیسی: Nyaa Torrents) یک وب سایت بیت‌تورنت است که بر انتشار تورنت رسانه‌های شرق آسیا (ژاپنی، چینی و کره ای) تمرکز دارد و یکی از بزرگترین بیت‌تورنت ترکر عمومی اختصاصی انیمه است.

## تاریخچه
در سال ۲۰۱۱، از برخی از کاربران سایت به دلیل نقض حق تکثیر شکایت شد. در اوایل سپتامبر ۲۰۱۴، نیا هدف یک حمله بزرگ DDoS قرار گرفت. در ۱ مه ۲۰۱۷، دامنه‌های .se, .eu و .org وبسایت غیرفعال شد که بعداً ناظران سایت اعلام کردند که این حذف داوطلبانه بوده‌است.
در پرسش‌های متداول رسمی سایت نیا، اشاره شده که برخی از داده‌ها بین سال‌های ۲۰۱۶ تا مه ۲۰۱۷ از بین رفته و نسخه پشتیبان معتبری از پایگاه داده برای آن دوره زمانی وجود نداشته‌است.
در آوریل ۲۰۱۸، کلودفلر خدمات خود به سایت نیا را خاتمه داد. به نوشته کلودفلر، این سایت «تلاش کرد تا با سیستم‌های گزارش تخلف این شرکت تداخل داشته باشد و آن را خنثی کند.»

## وبسایت
این سایت دارای قوانین برای انتشار منبع ویدیو است، به عنوان مثال، ویدیوهای DVD به ۱۰۲۴×۵۷۶ محدود شده و ویدئوهای UHD به ۳۸۴۰×۲۱۶۰P محدود شده‌است. این قانون برای حفظ کیفیت اصلی ویدیو است.
کاربران نمی‌توانند واترمارک اضافه کنند یا کیفیت را به کدک ویدیویی بدتر کاهش دهند. شت‌پستینگ تکراری ممکن است منجر به ممنوعیت شود و محتوا محدود به رسانه‌های چینی، ژاپنی و کره‌ای است.
دسته‌بندی‌ها به انیمه، صوتی، ادبیات، لایو اکشن، تصاویر و نرم‌افزار تقسیم می‌شوند و هر کدام زیرمجموعه‌های خود را دارند
آپلودها به رنگ‌های سبز، قرمز، نارنجی و خاکستری تقسیم می‌شوند. تورنت‌های سبز رنگ، تورنت‌هایی هستند که توسط کاربران قابل اعتماد آپلود می‌شوند. تورنت‌های قرمز رنگ (ریمیک) تورنت‌هایی هستند که با یکی از موارد زیر مطابقت دارند:
- ری‌انکد مجدد فایل اصلی.
- Remux نسخه اصلی آپلودکننده دیگر برای اهداف هاردساب کردن یا تعمیر.
- بارگذاری مجدد نسخه اصلی با استفاده از نام فایل‌های غیر اصلی.
- بارگذاری مجدد نسخه اصلی با فایل‌های اضافی مفقود یا نامرتبط.

تورنت‌های نارنجی رنگ جمع شده مجموعه فایل‌ها (batch) است و تورنت‌های خاکستری رنگ تورنت‌های پنهان هستند.